# Frontière chinoise
Pour plus de détails, voir Fiche technique et Distribution.
Frontière chinoise, (titre original : 7 Women) est un film américain réalisé par John Ford, d'après la nouvelle Chinese Finale de Norah Lofts (en). Ce film sorti en 1966 est le dernier dirigé par Ford qui meurt sept ans plus tard.

## Synopsis
1935. Le docteur Cartwright rejoint la petite mission que dirige Agatha Andrews, à la frontière entre la Chine et la Mongolie. Cette femme médecin aux idées et au discours très libres et provocateurs va troubler un microcosme pétri de préjugés, de frustrations, de peurs, de sexualité refoulée. L'arrivée brutale du seigneur de la guerre et son cortège d'assassinats et humiliations vont aussi révéler le courage, l'indépendance d'esprit, la bienveillance de certains, l'univers puritain explose.

## Fiche technique
- Titre original : 7 Women
- Titre français : Frontière chinoise
- Réalisation : John Ford
- Scénario : Norah Lofts (en), Janet Green et John McCormick
- Producteurs : Bernard Smith (en), John Ford
- Société de production : MGM
- Musique : Elmer Bernstein
- Photographie : Joseph LaShelle  Cinemascope et metrocolor
- Directeurs artistiques : George W. Davis et Eddie Imazu
- Costumes : Walter Plunkett
- Montage : Otho Lovering
- Pays de production :  États-Unis
- Langue : anglais, mandarin
- Dates de sortie : 
  - États-Unis :  5 janvier 1966 (Los Angeles, California)
  - États-Unis :  4 mai 1966 (New York City, New York)
  - France : 27 juillet 1966
- Affiche : Gilbert Allard (France)

## Distribution
- Anne Bancroft (VF : Nadine Alari) : Dr D.R. Cartwright
- Sue Lyon : Emma Clark
- Margaret Leighton (VF : Claire Maurier) : Agatha Andrews
- Flora Robson (VF : Lita Recio) : Mlle Binns
- Mildred Dunnock (VF : Héléna Manson) : Jane Argent
- Betty Field (VF : Paule Emanuele) : Mme Florrie (Flora en VF) Pether
- Anna Lee : Mme Russell
- Eddie Albert (VF : William Sabatier) : Charles Pether
- Mike Mazurki (VF : Jean Clarieux) : Tunga Khan
- Woody Strode : Lean Warrior
- Jane Chang : Mlle Ling
- Hans William Lee : Kim
- Irene Tsu : une jeune chinoise

## Autour du film
- Titre de tournage: Chinese Finale
- Tournage du 8 février au 2 avril 1965
- John Ford avait initialement envisagé comme interprètes Jennifer Jones et Katharine Hepburn, mais le producteur Bernard Smith refusa ce choix. Il proposa Patricia Neal pour le rôle du docteur D. R. Cartwright, mais au bout de trois jours de tournage, l'actrice fut la victime d'une succession d'attaques qui l'obligèrent à être hospitalisée dans un état critique. Par amitié pour elle, Anne Bancroft accepta de la remplacer[réf. souhaitée].
- D'après Patrick Brion, le film fut réalisé dans un coin de studio de la Metro-Goldwyn-Mayer, utilisant sans doute des accessoires provenant de Visages d'Orient[1]
- Coût de production: 2 308 190 dollars
- Recettes américaines: 433 075 dollars
- Recettes hors Amérique: 504 357 dollars

## Commentaires et critiques
- Patrick Brion: « John Ford a soixante-douze ans lorsqu'il tourne Seven Women, son ultime film de fiction, une œuvre surprenante et passionnante... Le film possède la beauté propre au cinéma muet et que l'on peut trouver chez des cinéastes comme Frank Borzage. À ce titre, Seven Women est un film totalement anachronique dans le Hollywood de 1966. Pour le producteur Bernard Smith, « le film est l'étude de la nature même de la religion et de la sexualité cachée des femmes dans une certaine circonstance. Il n'y a pas de véritable rôle masculin principal  et ce sera le premier film que fera Ford de toute sa carrière qui est principalement consacré à des femmes »... L'admirable dernière scène du film est en même temps l'ultime scène de fiction de la carrière de Ford, quarante-neuf ans après ses débuts. Vêtue comme une courtisane, le docteur Cartwright rejoint Tunga Khan et verse du poison dans la tasse qu'elle lui destine, puis dans la sienne. Tunga Khan boit le poison et tombe foudroyé. Le docteur Cartwright boit à son tour. Les derniers mots du film sont l'étonnante adresse du docteur Cartwright à Tunga Khan: « So long, you bastard! » (fondu au noir). [Il s'agit ici d'un acte de passage d'un ancien à un nouvel Hollywood, et la fin de la censure opérée alors] Renommé pour ses aventures viriles, notamment dans ses westerns, John Ford rappelle d'un coup avec Seven Women l'immensité de son talent: attaché à la nature humaine, il peut aussi bien décrire un monde de femmes qu'un univers purement masculin et, au passage, il renoue avec le thème du huis clos qui apparaît dans ses autres œuvres, de La Chevauchée fantastique à La Patrouille perdue. À l'image des tons rutilants du Metrocolor, Seven Women est un film fulgurant et déroutant. « Je pense que c'est un sacré bon film », avouait Ford[2]. »

- Jean-Pierre Coursodon et Bertrand Tavernier: « Pourtant cette amertume est exempte de toute résignation. Au contraire, toutes les dernières réalisations témoignent d'une jeunesse d'esprit, d'une volonté de se rebeller, de crier à l'Amérique quelques vérités. Voir Seven Women, ce chant du cygne inégal, mais bouleversant et moralement très violent, même sur le plan religieux. D'un seul coup, Ford détruit toutes les valeurs de la bourgeoisie américaine et exalte un personnage athée qui ne se convertit pas, contredisant une fois de plus les idées reçues, chères à la critique française, qui a toujours voulu cataloguer selon ses propres normes, ce géant qui la dépasse[3]. »

- Joseph Mc Bride : « Chinese Finale rappelait à Ford la nouvelle de Maupassant, Boule de suif, qui lui avait servi de modèle officieux pour son attaque caustique de l'hypocrisie bourgeoise dans La Chevauchée fantastique. Le docteur Cartwright (Anne Bancroft), buveuse de whisky en pantalon et humaniste qui se sacrifiera pour les autres, s'inscrit dans la tradition fordienne représentée par plus d'un personnage. Non seulement, elle rappelle à la fois Dallas et le docteur Boone, mais Anne Bancroft se souvient que Ford l'appelait « Duke ». « Et j'ai essayé d'être John Wayne ! » Avec son humour terre à terre, sa sensualité et sa poignante absence de racines, Cartwright ressemble aussi au personnage d'Ava Gardner dans Mogambo[4]. »